# Markus Herrera Torrez
Markus Herrera Torrez (* 7. Mai 1988 in Zwenkau) ist ein deutscher Politiker (SPD) und Oberbürgermeister von Wertheim. Er ist das 26. Stadtoberhaupt von Wertheim seit 1810.

## Leben
Herrera Torrez wuchs in Lauffen am Neckar auf und absolvierte dort sein Abitur. Anschließend studierte er Geschichte und Politikwissenschaft an der Universität Mannheim. Von 2009 bis 2016 war er Mitglied des Gemeinderats von Lauffen am Neckar. Von 2012 bis 2015 amtierte er als Landesvorsitzender der Jusos Baden-Württemberg, seit 2014 war er auch Mitglied des SPD-Landesvorstands in Baden-Württemberg, zudem übernahm er 2017 den Vorsitz des SPD-Kreisverbands Heilbronn-Land. Nach seinem Studium absolvierte Herrera Torrez ein Trainee-Programm bei der IG Metall. Im Anschluss wurde er als Gewerkschaftssekretär übernommen und in dieser Funktion für zwei Jahre an den Europäischen Gewerkschaftsbund (EGB) nach Brüssel abgeordnet. Ab dem Ende seiner Auslandstätigkeit arbeitete er in Frankfurt am Main als Referent des 1. Vorsitzenden der IG Metall.
Im Januar 2019 gab Herrera Torrez seine Kandidatur als Oberbürgermeister von Wertheim bekannt. Bei der Wahl am 3. Februar 2019 erreichte er 63,3 % der abgegebenen Stimmen und siegte damit bereits im ersten Wahlgang. Sein Amt übernahm er am 1. Mai 2019 vom Amtsvorgänger Stefan Mikulicz, der nicht mehr zur Wahl angetreten war.
Die Amtseinführung fand am 3. Mai 2019 statt. Aufgrund des großen Interesses musste die Veranstaltung in die Main-Tauber-Halle verlegt werden.